# Chris Diamantopoulos
Chris Diamantopoulos (Toronto, 9 maggio 1975) è un attore e comico canadese di origini greche.

## Biografia
Chris Diamantopoulos nasce a Toronto in Canada da genitori di origini greche. Già in tenera età iniziò ad appassionarsi alla recitazione ed infatti già a nove anni fece piccole comparse in spot pubblicitari e opere teatrali. Frequentò l'East York Collegiate Institute, dove riuscì ad ottenere il ruolo del protagonista in alcuni musical, come ad esempio Anything Goes e L'uomo della Mancha. All'età di diciotto anni lasciò casa proprio per iniziare una serie di tour in giro per gli Stati Uniti.
Dal 2005 è sposato con l'attrice Becki Newton, che incontrò casualmente in una metropolitana di New York. Nel novembre del 2010 è nato il suo primo figlio.

### Carriera
La carriera dell'attore inizia nel 2000, anno in cui recita per la prima volta in un film cinematografo, The Adulterer diretto da Douglas Morse.
Nel 2002 recita per la prima volta in un episodio di una serie televisiva, partecipa infatti all'episodio La caccia è aperta della tredicesima stagione di Law & Order - I due volti della giustizia.
Nel 2005, dopo essere apparso come guest star in alcune serie come Nip/Tuck, Streghe e American Dreams, recita nel film per la televisione Behind the Camera: The Unauthorized Story of 'Mork & Mindy' in cui interpreta il famoso attore Robin Williams. Grazie alla sua interpretazione in questo film, che narra i retroscena a volte anche drammatici avvenuti durante le riprese della serie televisiva Mork & Mindy, Chris ottenne una nomination ai Gemini Award del 2005 nella categoria Best Performance by an Actor in a Leading Role in a Dramatic Program or Mini-Series ed anche una nomination ai Prism Award del 2006 nella categoria Performance in a TV Movie or Miniseries.

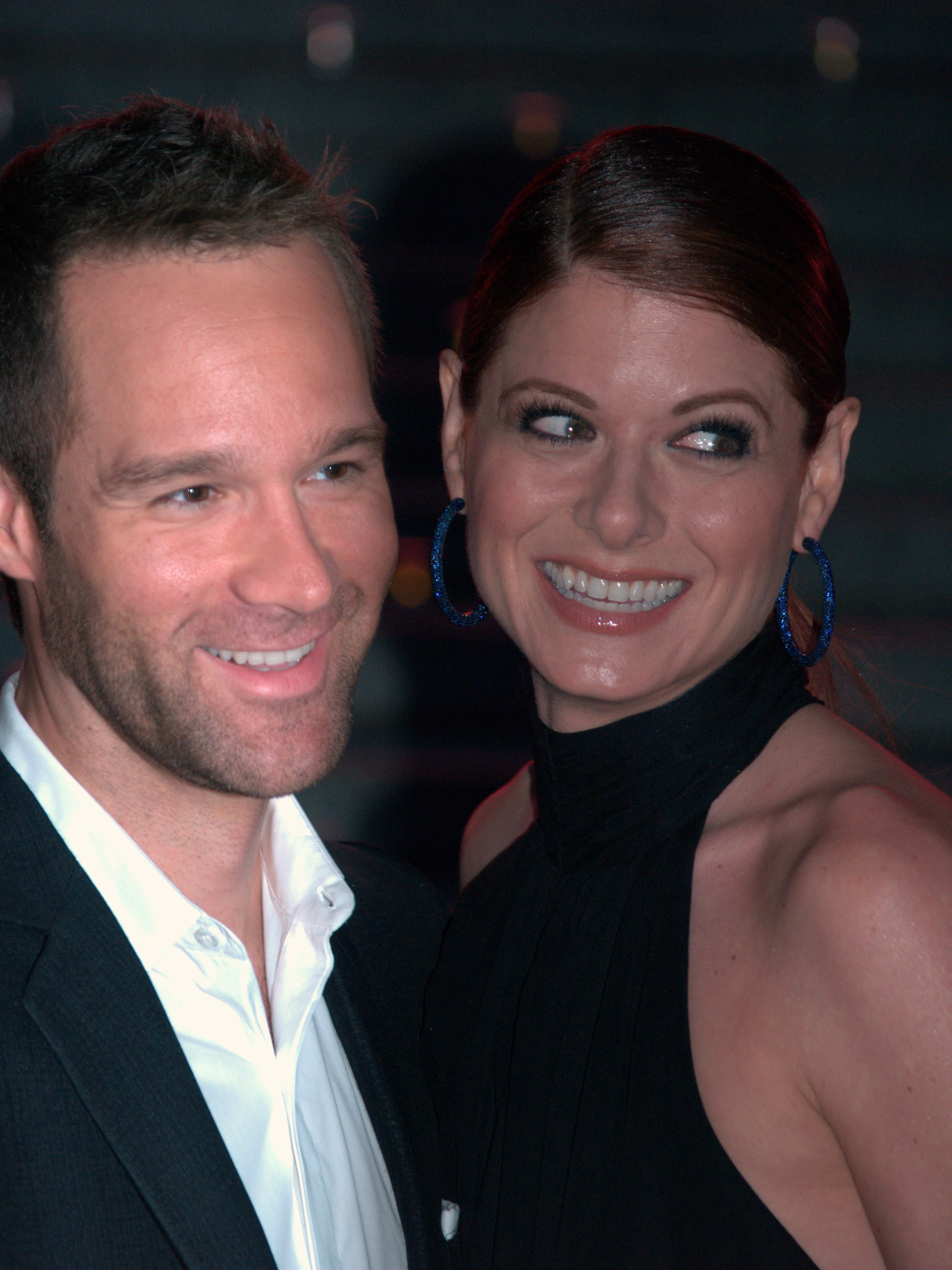
Chris Diamantopoulos e Debra Messing al Tribeca Film Festival 2009.

Nel 2007 entra a far parte del cast principale della serie televisiva The Starter Wife nel ruolo di Rodney. La serie venne cancellata dopo due stagioni e l'attore comparì in tutti i sedici episodi prodotti. Sempre nel 2007 appare come personaggio ricorrente in sei episodi della serie di breve durata State of Mind.
Nel 2010 entra a far parte del cast principale in dodici episodi dell'ottava stagione della serie televisiva 24, in cui recita nel ruolo del capo di stato maggiore Rob Weiss. Nel 2012 recita nel film I tre marmittoni, in cui interpreta il ruolo di Moe Howard uno dei tre marmittoni.
Oltre ad essere un attore Chris è anche molto attivo nel mondo del doppiaggio. Tra il 2006 e il 2009 ha prestato la sua voce ad alcuni personaggi minori di American Dad! e nel 2007 ha doppiato Daxos nel videogioco 300 in marcia per la gloria. Nel 2013 è stato ingaggiato come nuova voce di Topolino al posto di Bret Iwan per doppiare la serie Topolino. Nel reboot di DuckTales, interpreta il nuovo Darkwing Duck.

## Filmografia

### Attore

#### Cinema
- The Adulterer, regia di Douglas Morse (2000)
- Drop Dead Roses, regia di Jessica Hudson (2001)
- Matrimonio per sbaglio (Wedding Daze), regia di Michael Ian Black (2006)
- Three Days to Vegas, regia di Charlie Picerni (2007)
- Un uomo d'affari (Under New Management), regia di Joe Otting (2009)
- I tre marmittoni (The Three Stooges), regia di Peter e Bobby Farrelly (2012)
- Empire State, regia di Dito Montiel (2013)
- The Art of the Steal - L'arte del furto (The Art of the Steal), regia di Jonathan Sobol (2013)
- Red Notice, regia di Rawson Marshall Thurber (2021)
- Erano ragazzi in barca (The Boys in the Boat), regia di George Clooney (2023)

#### Televisione
- Law & Order - I due volti della giustizia (Law & Order - I due volti della giustizia) – serie TV, episodio 13x07 (2002)
- DeMarco Affairs, regia di Michael Dinner – film TV (2004)
- Squadra emergenza (Third Watch) – serie TV, episodio 5x12 (2004)
- Frasier – serie TV, episodio 11x20 (2004)
- Nip/Tuck – serie TV, episodio 2x01 (2004)
- American Dreams – serie TV, episodi 3x02-3x08 (2004)
- Kevin Hill – serie TV, episodio 1x11 (2004)
- Streghe (Charmed) – serie TV, episodio 7x08 (2004)
- Jake in Progress – serie TV, episodio 1x02 (2005)
- La vera storia di Mork e Mindy (Behind the Camera: The Unauthorized Story of Mork & Mindy), regia di Neill Fearnley – film TV (2005)
- Into the Fire, regia di Michael Phelan – film TV (2005)
- 52 Fights, regia di Luke Greenfield – film TV (2006)
- I Soprano (The Sopranos) – serie TV, episodio 6x04 (2006)
- Boston Legal – serie TV, episodio 3x05 (2006)
- Raines – serie TV, episodio 1x07 (2007)
- The Starter Wife – serie TV, 16 episodi (2007-2008)
- State of Mind – serie TV, 6 episodi (2007)
- CSI - Scena del crimine (CSI: Crime Scene Investigation) – serie TV, episodio 8x05 (2007)
- Eli Stone – serie TV, episodio 1x04 (2008)
- 24 – serie TV, 12 episodi (2010)
- The Kennedys – miniserie TV, puntata 04 (2011)
- Up All Night – serie TV, 4 episodi (2011-2012)
- The Office – serie TV, 5 episodi (2013)
- Arrested Development - Ti presento i miei (Arrested Development) – serie TV, 7 episodi (2013)
- Hannibal – serie TV, episodi 2x08-2x09 (2014)
- About a Boy – serie TV, 8 episodi (2014-2015)
- Episodes – serie TV, 8 episodi (2014-2015)
- Silicon Valley – serie TV, 13 episodi (2015-2019)
- Good Girls Revolt – serie TV, 10 episodi (2015-2016)
- Law & Order - Unità vittime speciali (Law & Order: Special Victims Unit) – serie TV, episodio 18x15 (2017)
- Elementary – serie TV, episodio 7x05 (2019)
- True Story – miniserie TV, 6 puntate (2021)
- Made for Love – serie TV, 5 episodi (2022)
- The Sticky - Il grande furto (The Sticky) - serie TV, 6 episodi (2024)

### Doppiatore
- Celebrity Deathmatch – videogioco (2003)
- American Dad! – serie animata, 42 episodi (2006-2022)
- 300 in marcia per la gloria (300: March to Glory) – videogioco (2007)
- I Griffin (Family Guy) – serie animata, 6 episodi (2013-2018)
- Topolino  – serie d'animazione, 93 episodi (2013-2019)
- Skylanders Academy – serie animata, 38 episodi (2016-2018)
- DuckTales – serie animata, 9 episodi (2017-2021)
- Sparisci Unicorno! (Go Away, Unicorn!) – serie animata, 64 episodi (2018-2019)
- Il meraviglioso mondo di Topolino (The Wonderful World of Mickey Mouse) – serie animata, 20 episodi (2020-in corso)
- Blood of Zeus – serie animata, 6 episodi (2020-in corso)
- Invincible – serie animata, 6 episodi (2021-in corso)
- Inside Job – serie animata, 4 episodi (2021-in corso)
- The Harper House – serie animata, 9 episodi (2021)
- Diario di una schiappa (Diary of a Wimpy Kid), regia di Swinton Scott (2021)
- Centaurworld: Il mondo dei centauri (Centaurworld) – serie animata, 17 episodi (2021)
- Beavis and Butt-Head Do the Universe - film (2022)
- Robo-fratelli super giganti (Super Giant Robot Brothers)- serie animata, 10 episodi (2022)

## Doppiatori italiani
Nelle versioni in italiano delle opere in cui ha recitato, Chris Diamantopoulos è stato doppiato da:
- Christian Iansante in 24, The Art of the Steal - L'arte del furto
- Riccardo Scarafoni in The Office, Erano ragazzi in barca
- Giorgio Borghetti ne Il pericoloso libro delle cose da veri uomini, Red Notice
- Riccardo Rossi in The Sticky - Il grande furto
- Francesco Pezzulli in Good Girls Revolt
- Maurizio Reti in Streghe
- Andrea Zalone in Nip/Tuck
- Patrizio Cigliano ne I Soprano
- Roberto Draghetti in CSI - Scena del crimine
- Roberto Certomà in Silicon Valley
- Pasquale Anselmo in I tre marmittoni
- Fabrizio Manfredi in The Starter Wife
- Gianfranco Miranda in Empire State
- Emiliano Coltorti in Law & Order - Unità vittime speciali
- Massimo Bitossi in True Story
- Claudio Ridolfo in Made for Love
- Andrea Moretti in Fuoco mortale

Come doppiatore, è stato sostituito da:
- Alessandro Quarta in Topolino, Il meraviglioso mondo di Topolino, DuckTales (serie animata 2017), DuckTales (Topolino melone), Diario di una schiappa, Once Upon a Studio
- Alessandro Budroni in DuckTales (Cicognercole), Invincible
- Alessandro Tiberi in DuckTales (Drake Mallard/Darkwing Duck) (ep. 2x16)
- Oliviero Dinelli in DuckTales (Drake Mallard/Darkwing Duck) (ep. 2x24)
- Gabriele Lopez in Blood of Zeus (Evios)
- Alessandro Ballico in Blood of Zeus (Poseidone)
- Nella versione originale dell'episodio Amore Motore, doppia (Topolino) in italiano